# Lương Bình (xã)
Lương Bình là một xã thuộc huyện Bến Lức, tỉnh Long An, Việt Nam.

## Địa lý
Xã Lương Bình nằm ở phía bắc huyện Bến Lức, có vị trí địa lý:
- Phía đông giáp huyện Đức Hòa
- Phía tây giáp xã Thạnh Hòa ranh giới sông Vàm Cỏ Đông
- Phía tây bắc giáp xã Thạnh Lợi ranh giới sông Vàm Cỏ Đông
- Phía nam giáp xã Lương Hòa.

Xã Lương Bình có diện tích 17,32 km², dân số năm 1999 là 5.854 người, mật độ dân số đạt 219 người/km².

## Hành chính
Xã Lương Bình được chia thành 4 ấp: 1, 2, 4, 5.

## Lịch sử
Xã Lương Bình được thành lập vào ngày 14 tháng 1 năm 1983 trên cơ sở tách một phần diện tích và dân số của xã Lương Hòa.
Ngày 18 tháng 7 năm 2019, HĐND tỉnh Long An ban hành Nghị quyết số 43/NQ-HĐND về việc:
- Sáp nhập Ấp 3 vào Ấp 2.
- Thành lập Ấp 5 trên cơ sở Ấp 5A và Ấp 5B.